# Anna Geijer
Anna Karolina Geijer, född Johansson 30 mars 1863 i Lönsås församling, död 5 februari 1946 i Luleå stadsförsamling, var en svensk rösträttsaktivist. Hon var verksam i kampanjen för införandet av kvinnlig rösträtt i Sverige och ordförande för Föreningen för kvinnans politiska rösträtt i Boden 1907–1910. 